# Кабульський тролейбус
Кабульський тролейбус — тролейбусна система у столиці Афганістану місті Кабул, що діяла з 1979 по 1992 рік. Була побудована в 1976-1979 роках на кошти, виділені Чехословаччиною.

## Історія
Спочатку, коштом Чехословаччини було побудовано лише перший маршрут. Інші два афганці зробили самі, причому контактна мережа була досить низькою якістю. Ремонтували мережу рідко, використовуючи автовежу на базі УАЗу. На той момент тролейбус був найдешевшим видом транспорту в Кабулі, через те, що нафту в Афганістані тоді ще не почали добувати. Що цікаво, у Кабулі не проводили капітального ремонту тролейбусів. Машини, які виробили свій ресурс, просто розбирали на запчастини. Вже в 1988 році система була в малопридатному для експлуатації стані: на багатьох перехрестях контактна мережа була мало не порвана (такі ділянки тролейбуси проїжджали на акумуляторах з опущеними струмоприймачами), більша частина тролейбусів була сильно зношена. У 1992 році через сильні пошкодження внаслідок війни систему було закрито, а тролейбуси кинули в депо (за деякими даними, їх звідти крали на металобрухт та побутовки). Наразі влада Кабула намагається відновити систему і купити нові дешеві машини Škoda 14Tr M або ж використовувати машини виробництва Башкирський тролейбусний завод (БТЗ).

## Маршрутна мережа
Тролейбусних маршрутів у Кабулі було лише 3:
- № 1 Депо — кінотеатр «Памір»
- № 2 Готель «Спінзар» — Депо
- № 3 кінотеатр «Памір» — Текстильна фабрика

## Рухомий склад
У місті працювали чехословацькі [Škoda 9Tr], всі темно-синього кольору. На цей час деякі з них стоять занедбаними у депо.

## Див також
- Список тролейбусних систем світу